# 约翰·卢埃林·刘易斯
约翰·卢埃林·刘易斯（英語：John Llewellyn Lewis；1880年2月12日—1969年6月11日），美国的劳工领袖，美国联合煤矿工人工会主席，任积极为工人阶级争取高工资、养老金和医疗福利。

## 生平
1880年，刘易斯出生于艾奥瓦州的路卡斯矿工家庭。1920年，他被选为联合煤矿工人工会主席。1935年，出席在新泽西州的大西洋城召开劳工联合代表大会。二战时期，他支持工人罢工，争取合法权利。刘易斯于1960年退休、1969年去世。